# 漂白 (电视剧)
《漂白》（英語：Drifting Away）是一部由爱奇艺、江苏稻草熊影业、好朋友影业、拍好戏影业等制作公司出品，曹凯执导，陈枰担任编剧与监制，郭京飞、王千源、赵今麦领衔主演，任重、王佳佳、宗俊涛特别出演的中国大陆犯罪悬疑剧。此剧改编自陈枰的同名小说，于2025年1月17日起在爱奇艺迷雾剧场首播。

## 剧情概要
该剧讲述刑警队长彭兆林（郭京飞饰）在十年前追捕嫌犯邓立钢（王千源饰）时错失良机而令其逃脱。此后邓立钢销声匿迹，彭兆林自责不已并持续追查。十年后邓立钢再次犯案，彭兆林重启调查。与此同时，曾被邓立钢绑架后逃脱的甄珍（赵今麦饰）成为警察，也加入到对邓立钢的追捕中。彭兆林带领团队与狡猾凶残的邓立钢及其犯罪团伙斗智斗勇，在追寻真相和正义的道路上，历经艰难险阻，誓要将罪犯绳之以法，让案件真相大白，还受害者以公道。

## 演员阵容

### 主要人物
- 郭京飞 饰演 彭兆林

一位坚韧不拔、充满正义感的刑警队长，与嫌犯邓立钢擦肩而过错过抓捕机会后陷入深深自责，自此踏上了长达十年的缉凶之路。
- 王千源 饰演 邓立钢

手段残忍、行踪诡秘的杀人嫌疑犯，他领导的犯罪团伙作案手段极其残忍，绑架勒索、分尸等无恶不作，销声匿迹后又再次犯案。
- 赵今麦 饰演 甄珍

曾经是邓立钢等人的受害者，在绑架途中机智逃脱后努力考上警校成为一名女警，与彭兆林一同追踪十年前的悬案。
- 任重 饰演 石毕

邓立钢犯罪团伙成员，长得一副老实面相，但杀起人来手起刀落、干脆利索。
- 王佳佳 饰演 宋红玉

邓立钢的情人、曾是邓立钢的受害者，在犯罪团伙中负责物色目标，把目标带到团伙面前，是表面的诱饵。
- 宗俊涛 饰演 吉大顺

邓立钢犯罪团伙中的小弟兼司机，主要负责处理尸体或为团伙逃跑善后。

### 其他人物
- 张歆艺 饰演 程果，彭兆林的妻子。（友情出演）
- 葛四 饰演 黄老琪，邓立钢的表哥。（友情出演）
- 翟小兴 饰演 姜局长（友情出演）
- 节冰 饰演 许局长（友情出演）
- 姜峰 饰演 李建峰（友情出演）
- 赵倩 饰演 洪霞，甄珍的母亲。
- 赵麒 饰演 甄立扬（玉良），甄珍的的父亲。
- 苇青 饰演 張念慈，邓立钢的母亲。
- 陈宇喆／任麒光 饰演 彭程，彭兆林的儿子。
- 方圆圆 饰演 邱枫，曾经是邓立钢等人的受害者，后与甄珍成功逃脱。
- 薛宇槟 饰演 邓立德，邓立钢的弟弟，刑满释放人员。

## 制作
该剧于2024年2月28日宣布开机拍摄，同年4月18日宣布杀青。

## 争议
前南方都市报记者王猛指控该剧抄袭其2012年在南方都市报发表的深度报道《漂白》，指出原作小说中有17处涉嫌抄袭洗稿，并且该剧创作团体未事先与其或南方都市报取得联系。该剧原作小说作者陈枰回应否认抄袭指控，陈枰称小说内容来源于其对“杨树彬团伙911杀人碎尸案”办案人员和当事人的采访。《漂白》剧组方面回应称，影视改编权购自陈枰出版的同名小说，双方签署的合同约定，原著小说产生的争议纠纷由陈枰承担相应责任，剧组方面呼吁并积极促进牵涉的各方充分沟通并妥善解决问题。
该剧的宣发受到了犯罪娱乐化的质疑，对原案信息、人物的改编被指责洗白罪犯与伤害受害者情感。
2025年2月22日，网上流出一段2分钟的该剧拍摄现场视频，发布者质疑拍摄车辆疑碾压到女替身演员头部致其受伤，使舆论关注当事演员安危。一名署名该剧出品人的微博用户发文称“拍戏出点事故太正常了，别带节奏”遭网民抨击，不久后该账号删除了该剧相关内容。22日下午，自称该替身演员的微博用户及该剧剧组发微博回应称，现场情况为手臂擦伤，头部未碰撞、未受伤，已无大碍。